# Базилевский, Иван Андреевич
Иван Андреевич Базилевский (1789—1845) — полковник в отставке, действительный статский советник, участник Наполеоновских войн.

## Биография
Сын полтавского уездного предводителя дворянства, коллежского асессора Андрея Фёдоровича Базилевского (1754—1803) от его брака с Анной Михайловной Евреиновой (1768). Образование получил в Пажеском корпусе, из которого выпущен в 1807 году прапорщиком в лейб-Гренадерский полк.
Находился в действующей против французских войск армии в Пруссии; участник русско-шведской войны. С 1810 года подпоручик, с 1811 года поручик. С самого начала Отечественной войны 1812 года принимал участие во многих сражениях с французами и 24 августа был награждён золотым оружием с надписью «За храбрость». В Заграничной кампании 1814 года Базилевский уже был капитаном. 13 марта 1814 года блестяще проявил себя в сражении при Фер-Шампенуазе и в тот же день был награждён орденом св. Георгия 4-й степени (№ 2874 по кавалерскому списку Григоровича — Степанова).
По окончании Наполеоновских войн служил в армейской кавалерии.
Масон, был посвящён в петербургской ложе «Избранного Михаила» (1821).
12 марта 1823 года, находясь в чине полковника, получил в командование Рижский драгунский полк. Отрешён от командования «за грубые отзывы» начальнику 2 драгунской дивизии генерал-лейтенанту Репнинскому. С 25 октября 1825 года командовал Сумским гусарским полком и 30 октября 1827 года вышел в отставку с определением на гражданскую службу. Впоследствии — действительный статский советник.
Владелец 1000 душ крестьян и родового имения в Полтавской губернии, в Кременчугском и Хорольском уездах.
Скончался Базилевский 8 августа 1845 года.

## Семья

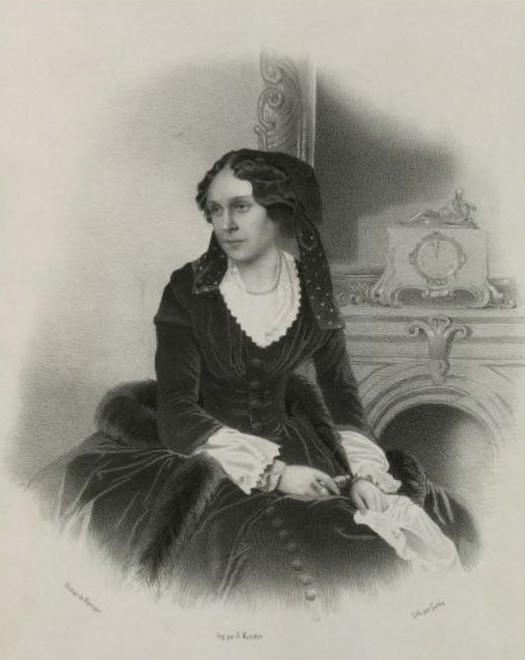
Надежда Петровна Базилевская

Жена — Надежда Петровна Озерова (20.11.1810—29.10.1863), дочь П. И. Озерова, сенатора и члена
Государственного совета. Встречалась с Пушкиным и его женой в мае 1830 года в Большом зале Благородного собрания в Москве на представлении пьесы А. Коцебу. По отзыву современника, была весьма неглупая и приятная светская женщина. Овдовев, жила в Москве и имела весьма хорошее состояние. Будучи плохого здоровья, она не ездила в свет и у себя больших приемов не делала, а жила в тесном семейном кругу, только изредка давая небольшие обеды. Скончалась от чахотки в Париже, похоронена Ваганьковском кладбище в Москве. Дети:
- Аким, штабс-капитан, кавалер ордена св. Георгия 4-й степени
- Пётр (1831—1883), действительный статский советник, Гродненский гражданский губернатор. Был женат (с 08.02.1867; Париж) на Евдокии Александровне Огаревой, урож. княжне Кольцовой-Масальской (ум. 16.10.1886), вдове коллежского советника Алексея Николаевича Огарева. Их дочь рожденная до брака Надежда (13.08.1862— ?).
- Андрей (1834—1835), похоронен на Ваганьковском кладбище.
- Александр (1835—1867), полковник Лейб-гвардии Конного полка.
- Мария (1840—1891; Ментон), замужем за князем Н. А. Долгоруковым, доктором медицины.
- Григорий (1842—1892; Ментон), корнет, жена — Елизавета Александровна Абаза (1846—1929), дочь полтавского городского головы А. М. Абазы.